# پیزا
پیزا (به ایتالیایی: Pisa) شهری واقع در توسکانی در مرکز کشور ایتالیا است که بر کرانهٔ شرقی دهانهٔ رود آرنو در دریای تیرنی قرار دارد. این شهر به خاطر وجود برج پیزا در آن معروف است با وجود این بیش از ۲۰ بنای تاریخی دیگر شامل کلیسا، کاخ و پل‌هایی بر فراز رودخانهٔ آرنو نیز در این شهر قرار دارند. شهر پیزا خاستگاه دانشگاه پیزا است که قدمت آن به سده ۱۲ میلادی بازمی‌گردد و همچنین مدرسه عالی نرمال پیزا (Scuola Normale Superiore di Pisa) است که در سال ۱۸۱۰ توسط ناپلئون تأسیس شد.

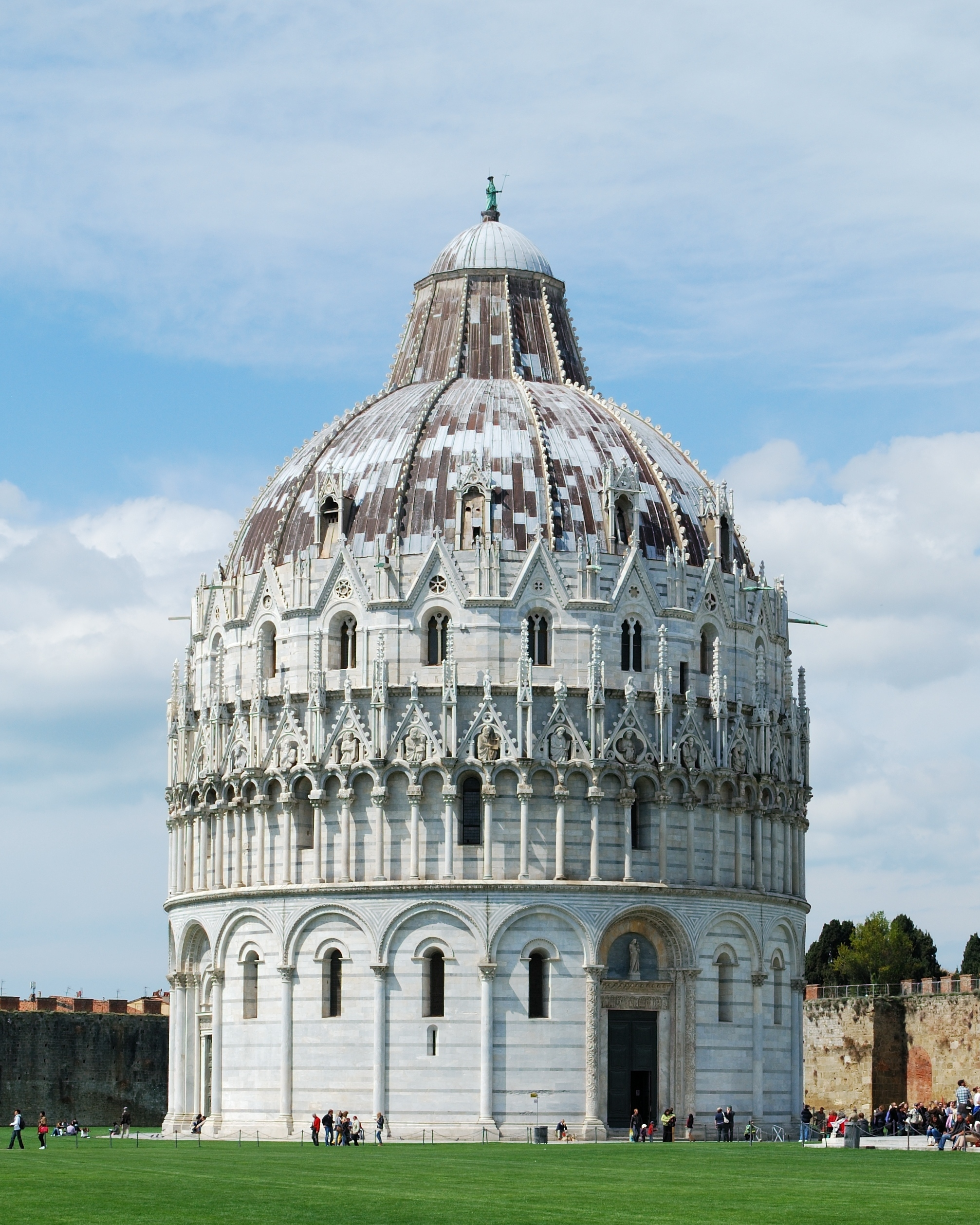
تعمیدگاه پیزا یک ساختمان کلیسای کاتولیک رومی در پیزا، ایتالیا است. ساخت و ساز این تعمیدگاه در ۱۱۵۲ آغاز شد و یک تعمیدگاه کهن‌تر را جایگزین کرد و هنگامی که آن را در ۱۳۶۳ به پایان رسید، آن را به ترتیب زمانی تبدیل به دومین ساختمان در پیاتزا دی میریاکولی کرد. این تعمیدگاه توسط دیوتیسالوی طراحی شده‌است و امضای او بر روی دو ستون داخل ساختمان با تاریخ ۱۱۵۳ قابل خواندن است.